# Crysis Warhead
Crysis Warhead est un jeu vidéo de tir à la première personne développé par Crytek Budapest, sorti en 2008 sur PC (Windows). Il s'agit d'une extension standalone du jeu vidéo Crysis.
Le joueur incarne le sergent Michael Sykes, alias Psycho, l'un des compagnons de Nomad (héros de Crysis). Le jeu se déroule parallèlement aux événements du premier opus.

## Nouveautés
Outre une nouvelle campagne, on peut citer comme nouveautés une meilleure optimisation sur le plan graphique, une intelligence artificielle revue à la hausse, ainsi que des armes inédites, tel le lance-grenade. Une autre grosse nouveauté concerne le multijoueur, avec l'ajout de sept nouvelles cartes et l'introduction d'un mode team deathmatch.

## Univers

### Scénario
1) Call me Ishmael :
L’ADAV transportant Psycho s'écrase. Psycho et les marines de l’ADAV se retrouvent sous le feu ennemi. Ils partent pour le point d’évacuation. Les marines restent en arrière pour couvrir Psycho. Lorsque ce dernier arrive, une bombe IEM désactive sa combinaison et un hélicoptère emporte un conteneur. Psycho doit alors préparer un raid aérien sur des positions de l’APC. Le raid réussi, le Commandant Emerson du JSOC, le supérieur de Psycho, le contacte pour lui ordonner d’accéder au réseau tactique des Coréens puis de neutraliser une de leurs bases sur la plage. Psycho récupère les informations. Grâce à celles-ci, Emerson lui dit qu’un officier politique, un certain Colonel Lee dirige les opérations et qu'il a passé une commande à leur plus grand centre de recherche nucléaire. Psycho doit alors détruire un émetteur de propagande coréen qui empêche les communications de l’équipe Idaho. L'émetteur détruit, il termine sa mission principale en neutralisant la base coréenne et les renforts.
2) Shore leave :
Le pilote Sean O’Neill, un ami de Psycho qui le couvrait grâce à son chasseur, est touché par des Mig coréens et s'écrase. Sa caméra ayant enregistré d’importantes images sur le mystérieux conteneur, Psycho est chargé de la récupérer. Il y parvient, puis désobéit aux ordres pour sauver O’Neill. Ils volent deux véhicules blindés et roulent en direction de l’avion d’évacuation tout en éliminant la résistance coréenne. Une fois arrivés, Psycho et les sauveteurs sécurisent la zone de décollage. Les autres marines partent avec O'Neill mais pas Psycho car il doit accomplir une autre mission. En effet, d’après Emerson, le mystérieux conteneur semble contenir des ogives nucléaires et va être embarqué sur un sous-marin cargo. De là, les ogives pourront être tirées de n’importe où et causer de gros dégâts à la flotte américaine. Psycho doit alors infiltrer le port pour empêcher le chargement. Il réussit à pénétrer dans le port puis accède au réseau tactique de l’APC pour forcer l'ouverture du sous-marin avant d'y monter.  En inspectant le conteneur, il découvre qu'il contient un scout Ceph inactif, qui émet une brève impulsion IEM qui le neutralise. Il est capturé par le Colonel Lee, qui commence à le torturer avant de devoir partir avec le conteneur. Alors que les soldats coréens s'apprêtent à exécuter l'américain; une explosion glaciale survient et tout est instantanément gelé sauf Lee et Psycho, qui portaient des nanocombinaisons.
3) Adapt or perish :
Le colonel Lee part en aéroglisseur avec le conteneur, et Psycho se lance alors à sa poursuite tout en rencontrant une forte résistance de la part des Coréens comme des extra-terrestres. Il doit ensuite retrouver l’équipe Aigle, elle aussi équipée de nanocombinaisons et commandée par Dane. Après s’être retrouvés, ils partent pour un tunnel qui leur permettra de s’échapper, tout en affrontant une horde d’extra-terrestres. Une énorme exocombinaison alien arrive mais l’équipe parvient à la détruire. Ils défendront leur position contre les aliens le temps que leur équipier dégage l’entrée du tunnel avec du C4.
4) Frozen paradise :
Le tunnel débouche devant un porte-avion américain échoué. Deux snipers se tiennent sur le pont et touchent un membre de l’équipe Aigle avant d’être abattus. Emerson contacte alors Psycho pour lui ordonner de se remettre à la poursuite du colonel Lee. Il pénètre alors dans le navire qu’il traverse en éliminant Coréens et aliens pour finalement déboucher de l’autre côté. Psycho se rend dans une usine désaffectée où il retrouve l’équipe Aigle. Une nouvelle fois, ils seront attaqués mais repousseront leurs assaillants avant d’entrer dans la mine de Pacific Shore.
5) Belows the thunder :
Psycho et l’équipe Aigle se séparent de nouveau. Psycho réussit à sortir de la mine en affrontant divers adversaires puis rejoint le terminal de fret. De là, il monte dans un train qui emmène le mystérieux conteneur.
6) From hells heart :
Sur le train, Psycho affronte les Coréens de garde et d’autres qui ont des positions à côté de la ligne de chemin de fer. Même sans les détruire, il peut leur échapper sans problème car le train roule à toute vitesse. Soudain le train s’arrête dans une gare. O’Neill est de retour et le couvre depuis son ADAV afin qu’il puisse désactiver le système automatisé du train et l’empêcher de repartir ce qui lui permettrait de récupérer le conteneur. Malheureusement quelqu’un est déjà passé et a détruit la console de contrôle. Psycho remonte sur le train qui repartait. Il élimine quelques Coréens et leurs fortifications que lui indique O’Neill. Lorsque le train s’enfonce dans les marécages, O’Neill doit rentrer à la base laissant Psycho seul. Le train s’arrête et Psycho doit alors défendre le conteneur face à trois vagues d’extra-terrestres. Le train repart  et arrive à un pont où Emerson lui dit de détruire le conteneur si son évacuation est impossible. Ne recevant pas O’Neill, Psycho prépare les charges. Un hélicoptère avec le Colonel Lee arrive pour récupérer le conteneur. Pour obliger Psycho à lâcher le détonateur des charges, Lee jette un Marine fait prisonnier par-dessus le pont. Psycho saute et parvient à rattraper le Marine en se suspendant d’une main au bord du pont. Le Marine le convainc de le lâcher pour qu’il puisse faire sauter les charges. Psycho s’exécute et fait exploser les charges alors que l’hélicoptère s’accrochait au conteneur. Psycho est projeté dans le fleuve par le souffle de l’explosion du pont.
7) All the fury :
Psycho sort du fleuve et tente de réanimer le Marine sans succès. Emerson le contacte alors pour lui dire d’infiltrer l’aérodrome où se trouve le conteneur car le JSOC le veut intact à tout prix. Une fois entré, Psycho doit sécuriser le grand hangar devant lequel se trouve le conteneur. L’aérodrome ayant déjà appartenu au JSOC, Emerson indique à Psycho des dépôts de munitions où il peut se ravitailler. Psycho élimine les Coréens gardant le conteneur et doit alors se rendre à l’autre bout de l’aérodrome, à la tour de contrôle, pour envoyer un message à l’ADAV chargé de le récupérer. En effet, les communications sont brouillées par la sphère extra-terrestre. En chemin, il affronte plusieurs patrouilles coréennes et quelques tanks. Il contacte l’ADAV pour qu’il l’évacue mais le pilote lui dit que l’amiral Morrison a ordonné à tous les appareils de rentrer. De plus, des hordes d’extra-terrestres ont commencé à envahir l’aérodrome. C’est alors qu’O’Neill arrive et dit à Psycho de le rejoindre  au conteneur pour l’évacuation. Il lui dit également de prendre une arme expérimentale, le PAX, un accumulateur plasma courte portée. À ce moment, Emerson contacte Psycho pour lui ordonner de détruire une gigantesque exocombinaison ce qu’il fait grâce au PAX. Psycho rejoint alors O’Neill et ils observent le conteneur. Soudain, Psycho se met en mode camouflage et part peu avant que Lee et deux soldats en armure apparaissent. Lee explique à O’Neill que l’extra-terrestre qui est dans le conteneur ne s’est pas autodétruit - contrairement à tous les autres - ce qui va permettre à la Corée de l’étudier pour obtenir un avantage technologique décisif. Après cela, Lee tire à deux reprises sur  O’Neill mais les balles ne l’atteignent pas car Psycho s’était interposé en camouflage. Il désarme le colonel coréen et dit à O’Neill de les faire sortir de là, s’étant déjà occupé des acolytes de Lee. S’ensuit un combat entre les deux ennemis dont Psycho en sort victorieux. Ce dernier abandonne Lee sur l’aérodrome face à tous les extra-terrestres. O’Neill décolle en emportant le conteneur et Psycho.

### Personnages
- Sergeant Michael Sykes alias Psycho: le personnage incarné par le joueur, et membre de l'équipe Raptor. Il apparait dans l'opus précédent.
- Commandant Emmerson: le supérieur du joueur, qui transmet les ordres et les informations tactiques.
- Sean O'Neill: Pilote de l'aéronavale, et ancien candidat pour porter la nanosuit. Il fournit un soutien aérien au joueur en plusieurs occasions.
- Lieutenant Daniel Ostetrgaard alias Dane: Commandant de l'équipe Aigle.
- Sergent Stephen Johnson alias Bandit: membre de l'équipe Aigle.
- Sergent Philippe Taylor alias Blue Dog: membre de l'équipe Aigle.
- Soldat Kenny Wilson alias Cupcake: spécialiste en explosif de l'équipe Aigle.
- Soldat Marcus Hernandez alias Bear: membre de l'équipe Aigle.

## Système de jeu
Le jeu comporte exactement les mêmes options que l'opus principal, à savoir, les quatre modes (armure, vitesse, force, camouflage), et les fonctionnalités annexes (menu des modifications des armes, jumelles et vision nocturne).

## Récompenses
- Best First-Person Shooter (E3 2008) - IGN[4].
- Top 10 PC Game (E3 2008) - GameSpy[5]